# 로리 페티
로리 페티(Lori Petty, 1963년 10월 14일 ~ )는 미국의 배우, 감독, 영화 각본가이다.

## 출연 작품

### 영화
- 카 세일즈맨의 연애특강 (1990)
- 폭풍 속으로 (1991)
- 그들만의 리그 (1992)
- 프리 윌리 (1993)
- 탱크 걸 (1995)
- 포커 하우스 (2008)

### 텔레비전
- CSI: 뉴욕 (2005)
- 오렌지 이즈 더 뉴 블랙 (2014-19)